# Communication (FLYING KIDSのアルバム)
『Communication』（コミュニケーション）は、FLYING KIDSの8枚目のアルバム。1994年12月5日にSPEEDSTAR RECORDSより発売された。

## 概要
前作から1年ぶりに発売。最大のヒット曲となった、｢風の吹き抜ける場所へ 〜Growin' Up, Blowin' In The Wind〜｣収録もあり、FLYING KIDSのアルバムとして最大の売上を記録。
浜崎が当時ミュージシャン役で出演していたドラマ『僕が彼女に、借金をした理由。』に、加藤・伏島・中園もバンドメンバー役で出演。その4人が扮するロックバンド“芹沢鴨と暗殺隊”が、第3話で「ザケンジャネーヨ」、第7話で「君に告げよう」を劇中で演奏している。

## 収録曲
（全作詞：浜崎貴司、全作曲・編曲：FLYING KIDS）
1. ジェットコースター
2. 風の吹き抜ける場所へ (Growin' Up, Blowin' In The Wind)
10枚目のシングル。
丸井「'94 夏のキャンペーン 水着&ゆかた」CMソング。
3. セクシーフレンド・シックスティーナイン
三菱自動車「FTO」CMソング。
翌年の1995年1月、この楽曲でテレビ朝日系『ミュージックステーション』に初出演。
4. 男の子でも女の子でも
5. 君に告げよう
11枚目のシングル。
TBS系ドラマ『僕が彼女に、借金をした理由。』第7話劇中歌。
6. 天使気分はジゴクの底まで
7. 星屑のふたり
ベスト・アルバム『BEST OF THE FLYING KIDS ～これからの君と僕のうた～』にも収録された。
8. ザケンジャネーヨ
TBS系ドラマ『僕が彼女に、借金をした理由。』第3話劇中歌。ドラマ内のポスターやラジオでもこの楽曲が宣伝されており、最終回では少しだが、大ヒットした様子がうかがえる。
9. 思い出のハイスクール
サークルK CMソング。
10. 僕が言える事のすべて
ベスト・アルバム『FLYING KIDS NOW! 〜THE NEW BEST OF FLYING KIDS〜』初回盤のみ収録。